# NGC 879
NGC 879 (również PGC 8705) – galaktyka spiralna znajdująca się w gwiazdozbiorze Wieloryba. Odkrył ją Francis Leavenworth w 1886 roku.